# Конте, Камил
 Камил Амаду Конте  (англ.  Kamil Amadu Conteh; род. 26 декабря 2002, Лондон) — английский и сьерра-леонский футболист, полузащитник английского клуба «Бристоль Роверс» и сборной Сьерра-Леоне.

## Клубная карьера

### «Уотфорд»
Начинал заниматься футболом в Академии «Кристал Пэлас». В 2018 году присоединился к «Уотфорду», где стал выступать за молодёжную команду, и летом 2021 года подписал с клубом первый профессиональный контракт. 8 января 2022 года дебютировал в первой команде «Уотфорда» в матче 3-го раунда Кубка Англии против «Лестер Сити» (1:4), выйдя на замену на 74-й минуте вместо Муссы Сиссоко.
5 февраля 2022 года Конте на правах аренды присоединился к клубу Южной Национальной лиги «Брейнтри Таун». В тот же день дебютировал в своей новой команде в ничейном поединке с «Истборн Боро» (0:0), выйдя в стартовом составе и сыграв 87 минут. 19 февраля забил свой первый гол за клуб, принеся «Брейнтри Таун» домашнюю победу над «Хангерфорд Таун» (1:0).

### «Мидлсбро»
В апреле 2022 года, когда его контракт с «Уотфордом» подходил к концу, Конте находился на просмотре в клубе Чемпионшипа «Мидлсбро» и сыграл несколько матчей за резервную команду. Вскоре, в мае 2022 года, Конте подписал с «речниками» однолетний контракт.

### «Гримсби Таун»
3 июля 2023 года присоединился к клубу «Гримсби Таун».

### «Бристоль Роверс»
26 января 2024 года подписал контракт с клубом «Бристоль Роверс» на 3,5 года.

## Международная карьера
Конте родился в Англии, однако его родители родом из Сьерра-Леоне, поэтому 17 марта 2022 года полузащитник был впервые вызван в сборную Сьерра-Леоне на товарищеские матчи против  команд Того, Либерии и Конго. Неделю спустя Конте дебютировал за сборную в матче против Того (0:3), отыграв все 90 минут.